# Tịnh độ tông

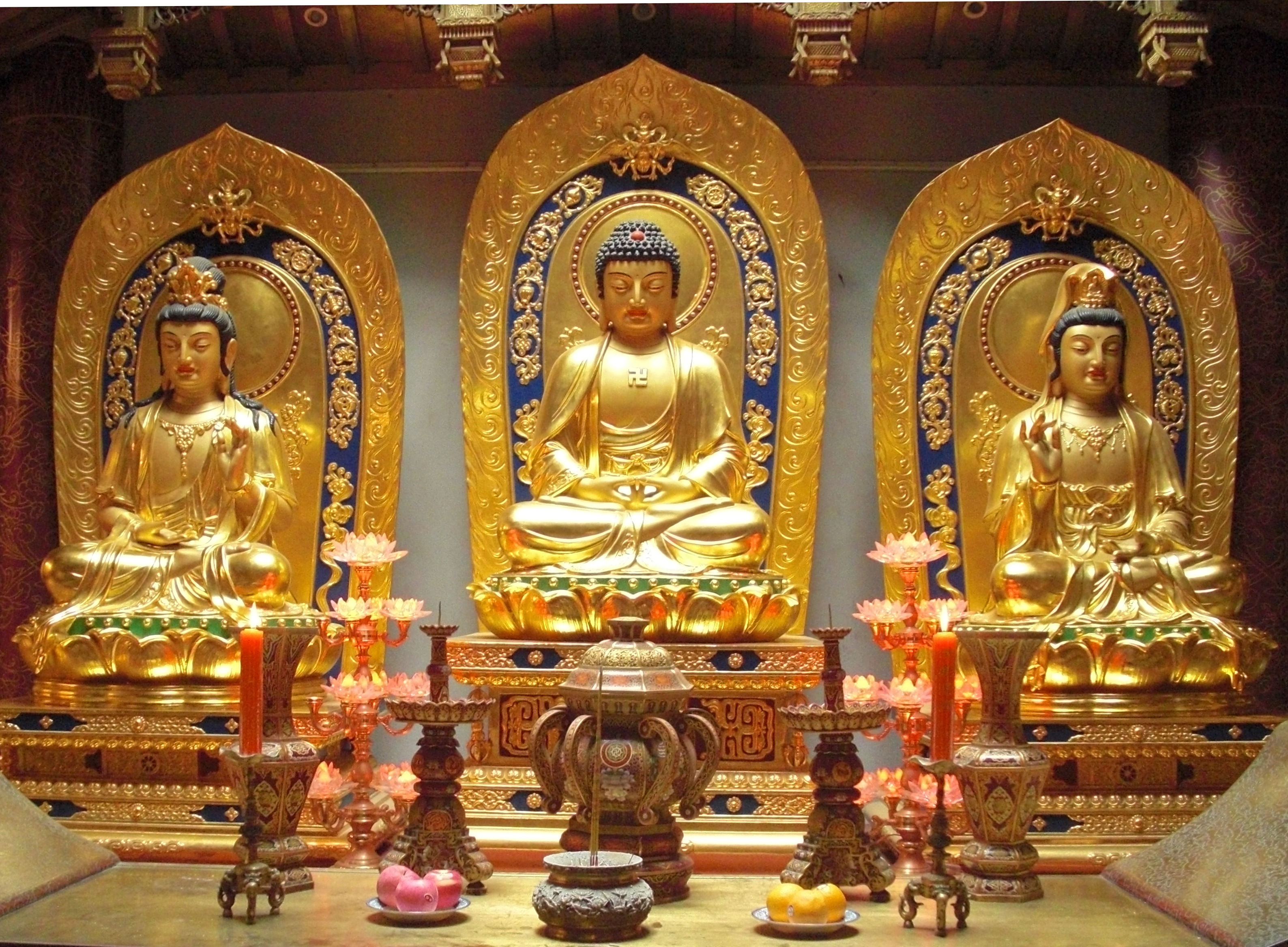
A-di-đà và hai Bồ Tát Quán Thế Âm (phải) và Đại Thế Chí (trái)

Tịnh độ tông hay Tịnh thổ tông (zh. jìngtǔ-zōng 淨土宗, ja. jōdo-shū), có khi được gọi là Liên tông (zh. 蓮宗), là một pháp môn quyền khai của Phật giáo, trường phái này được lưu hành rộng rãi tại Trung Quốc, Nhật Bản và Việt Nam do Cao tăng Trung Quốc Huệ Viễn (zh. 慧遠, 334-416) sáng lập và được Pháp Nhiên (法然, ja. hōnen) phát triển tại Nhật. Mục đích của Tịnh độ tông là tu học nhằm được tái sinh tại Tây phương Cực lạc (sa. sukhāvatī) Tịnh độ của Phật A-di-đà.
Đặc tính của tông này là lòng tin nhiệt thành nơi Phật A-di-đà và sức mạnh cứu độ của vị Phật này, là vị đã thệ nguyện cứu độ mọi chúng sinh quán tưởng đến mình. Vì thế chủ trương tông phái này có khi được gọi là "tín tâm", thậm chí có người cho là "dễ dàng", vì chỉ trông cậy nơi một lực từ bên ngoài (tha lực) là Phật A-di-đà.
Phép tu của Tịnh độ tông chủ yếu là niệm danh hiệu Phật A-di-đà và quán tưởng Cực lạc. Ba bộ kinh quan trọng của Tịnh Độ tông là: Vô lượng thọ kinh (sa. sukhāvatī-vyūha), A-di-đà kinh (sa. amitābha-sūtra) và Quán Vô Lượng Thọ kinh (sa. amitāyurdhyāna-sūtra).
Trong Tịnh độ tông còn có những vị Bồ Tát nổi bật là: Quan Thế Âm Bồ Tát, Đại Thế Chí Bồ Tát, Địa Tạng Vương Bồ Tát,...
Ngày nay Tịnh độ tông là tông phái Phật giáo phổ biến nhất tại Trung Quốc, Nhật Bản, Hàn Quốc và Việt Nam.

## Lịch sử
Năm 402, Huệ Viễn thành lập Bạch Liên xã, trong đó tăng sĩ và cư sĩ tụ tập trước tượng A-di-đà và nguyện thác sinh về cõi Cực lạc phương Tây. Như thế, Huệ Viễn được xem là sơ tổ của Tịnh độ tông. Sau đó Đàm Loan (zh. 曇鸞, 476-542) là người phát triển tích cực tông Tịnh độ. Sư cho rằng trong thời mạt pháp thì tự lực không còn đủ sức để giải thoát, Sư từ chối con đường "gian khổ" của những tông phái khác và chấp nhận giải pháp "dễ dãi" là dựa vào một tha lực là đức A-di-đà. Theo Sư, chỉ cần nhất tâm quán niệm danh hiệu A-di-đà là đủ để sinh về cõi của ngài. Sư viết nhiều luận giải về Quán vô lượng thọ kinh. Trong thời này tông Tịnh độ được truyền bá rộng rãi - vì so với các môn phái khác, tông này xem ra "dễ" hơn.

### Danh sách 13 vị Tổ sư Tịnh Độ tông Trung Quốc:
Tịnh Độ tông không có hệ thống truyền thừa liên tục, không gián đoạn, thầy truyền cho trò như Thiền tông. 12 vị tổ Liên tông Trung Quốc dưới đây là do Pháp sư Ấn Quang cùng các vị tăng tục, cư sĩ thảo luận tại Thượng Hải và chọn lựa ra dựa trên các tiêu chí như: là tăng sĩ nổi danh và có giới đức chân thật, có sự thật tu thật chứng, có công lao hoằng truyền Tịnh Độ rộng rãi. Sau khi Pháp sư Ấn Quang mất, mọi người xem xét công lao của Pháp sư đối với Tịnh Độ tông và quyết định tôn Pháp sư làm vị tổ thứ 13 của Liên Tông Trung Quốc. Một điều đặc biệt trong danh sách này là gần một nửa tổ sư của Liên tông là Thiền sư đắc đạo nối pháp Thiền tông. Đây là do chư vị tổ sư Thiền tông thấy Tịnh Độ tông bị suy vi, hoặc bị hiểu sai nên các ngài mới sang phụ giúp truyền bá để giúp những người tu Tịnh Độ tu đúng pháp. Hoặc do các ngài thấy niệm Phật dễ hành, phù hợp với tầng lớp bình dân, ít học vốn chiếm đa số trong xã hội nên mới lấy niệm Phật làm phương tiện để giúp những người bình dân vào đạo. 
Danh sách 13 vị tổ sư:
1. Huệ Viễn (334-416): Vị tổ đầu tiên và là người đầu tiên thành lập Liên xã để tập hợp mọi người cùng niệm Phật.
2. Thiện Đạo (613-681):  Sư nhân đọc quyển Tịnh Độ Cửu Phẩm Đạo Tràng của Pháp sư Đạo Xước mà quy hướng về Tịnh Độ, bèn chuyên cần niệm Phật và truyền bá tông Tịnh Độ, người theo sư tu tập lên đến hàng vạn.
3. Thừa Viễn (712-802): Sư đắc pháp nơi dòng Thiền Bắc tông của ngài Thần Tú, sư tùy theo căn cơ chúng sanh mà chỉ dạy Thiền hoặc Tịnh.
4. Pháp Chiếu (747-821): truyền thuyết kể sư được Bồ tát Văn-thù-sư-lợi khuyên niệm Phật.
5. Thiếu Khang (?-805): Sư nhân đọc quyển Tây Phương Hóa Đạo của Đại sư Thiện Đạo mà tỉnh ngộ, bèn tu theo Tịnh Độ, sau sư thành lập đạo tràng niệm Phật ở núi Ô Long, tín chúng theo tu tập rất đông.
6. Diên Thọ (904-975): đồng thời là Tam tổ của Pháp Nhãn tông (Thiền tông), sư khai ngộ nơi Quốc sư Thiên Thai Đức Thiều, sư có soạn bộ Tông Cảnh Lục nổi danh để hệ thống hóa các tông phái Phật giáo.
7. Tỉnh Thường (959-1020): Sư thành lập Liên Xã để hoằng truyền Tịnh Độ, tự trích máu để chép phẩm Tịnh Hạnh của kinh Hoa Nghiêm.
8. Châu Hoằng (1535-1615): Sư đắc pháp nơi Thiền sư Tiếu Nham Đức Bảo, sư chủ trương Thiền-tịnh song tu, Niệm Phật công án, Nho-Phật nhất trí, Tam giáo đồng nguyên. Sư được tôn xưng là một trong bốn vị cao tăng đời Minh mạt.
9. Trí Húc (1599-1655): Sư chịu ảnh hưởng từ tư tưởng của Đại sư Châu Hoằng, sư chủ trương truyền bá song song Thiên Thai giáo quán cùng pháp niệm Phật. Sư được tôn xưng là một trong bốn vị cao tăng đời Minh mạt
10. Hành Sách (1628-1682): Sư khai ngộ dưới hội của Thiền sư Nhược Am Thông Vấn và được ấn khả. Sau sư trụ trì chùa Phổ Nhân ở Ngư Sơn, học giả các nơi hưởng ứng tu tập niệm Phật với sư rất đông.
11. Thật Hiền (1686-1734): Sư khai ngộ khi tham cứu công án "Niệm Phật là ai?", sau lại nhập thất niệm Phật rồi thành lập Liên Xã để truyền bá Tịnh Độ tông.
12. Tế Tỉnh (1741-1810): Sư đạt đạo với Thiền sư Túy Ông Như Thuần, sau chủ trương truyền bá niệm Phật, lấy việc niệm Phật vãng sinh làm tông chỉ.
13. Ấn Quang (1862-1940): Sư thành lập Tịnh Độ đạo tràng tại chùa Linh Nham, rộng truyền pháp môn niệm Phật.

## Phép niệm Phật
Mục đích của phép niệm danh hiệu A-di-đà là tìm cách chế ngự tâm. Thường thường hành giả tự đặt cho mình một chỉ tiêu niệm bao nhiêu lần. Phép quán niệm này được xem là có thể giúp hành giả "thấy" được A-di-đà và hai vị Bồ Tát tả hữu là Quán Thế Âm (sa. avalokiteśvara) và Đại Thế Chí (sa. mahāsthāmaprāpta) và biết trước được giờ chết của mình. Phép niệm này có thể thực hiện bằng cách đọc to hay đọc thầm, không nhất thiết phải có tranh tượng A-di-đà. Đó là cách tu thông thường nhất. Ngoài ra hành giả có thể thực hiện phép thứ 16 trong Vô lượng thọ kinh, bằng cách tạo linh ảnh của A-di-đà và thế giới Cực lạc, xem như hiển hiện trước mắt. Phép tu cao nhất của tông này là tự xem thể tính của mình chính là A-di-đà. Tất cả mọi hành giả của Tịnh độ tông đều mong muốn được thấy A-di-đà trong một linh ảnh, đó là bằng chứng chắc chắn nhất sẽ được tái sinh trong cõi Cực lạc. Niệm danh hiệu và tạo linh ảnh là điều kiện "bên ngoài", lòng tin kiên cố nơi A-di-đà là điều kiện "bên trong" của phép tu này, với hai điều kiện đó thì hành giả mới được tái sinh nơi cõi Cực lạc.

## Tịnh độ tông Nhật Bản
Tịnh độ tông Nhật Bản vốn có nguồn gốc từ Tịnh độ tông Trung Quốc, được Viên Nhân (zh. 圓仁, ja. ennin, 793-864) truyền sang Nhật song song với giáo lý của Thiên Thai tông và Mật tông mà sư đã hấp thụ trong thời gian du học tại Trung Quốc. Sư là người truyền bá phương pháp Niệm Phật, niệm danh hiệu của Phật A-di-đà. Những vị nổi danh của tông này trong thời gian đầu là Không Dã Thượng Nhân (空也上人, ja. kūya shōnin, 903-972), cũng được gọi là Thị Thánh (市聖), "Thánh ở chợ", và Nguyên Tín (源信, ja. genshin, 942-1017). Trong thời này, niệm Phật là một thành phần trong việc tu hành của tất cả các tông phái tại Nhật, đặc biệt là Thiên Thai và Chân ngôn tông.
Trong thế kỉ 12, Pháp Nhiên (zh. 法燃, ja. hōnen, 1133-1212) chính thức thành lập tông Tịnh độ. Sư muốn mở một con đường tu tập mới, "dễ đi" trong thời mạt pháp cho những người sống đau khổ. Sư rất thành công trong việc thuyết phục quần chúng và rất nhiều người quy tụ lại, thành lập một trường phái rất mạnh. Vì sư tự tôn giáo lý mình - cho rằng đó là giáo lý tột cùng - nên không thoát khỏi sự tranh chấp dèm pha. Sư bị đày ra một vùng hoang vắng năm 74 tuổi.
Giáo lý cơ sở của Pháp Nhiên dựa trên các bộ Vô Lượng Thọ kinh (sa. sukhāvatī-vyūha), A-di-đà kinh (sa. amitābha-sūtra) và Quán vô lượng thọ kinh (sa. amitāyurdhyāna-sūtra). Cách tu hành của tông này chỉ là việc tụng câu "Nam-mô A-di-đà Phật" (ja. namu amida butsu). Việc niệm danh Phật rất quan trọng để phát triển lòng tin nơi Phật A-di-đà, nếu không thì hành giả không thể nào thác sinh vào cõi của ngài, mục đích chính của việc tu hành của tông này. Ngược với Tịnh độ chân tông, hành giả của tông này sống một cuộc đời tăng sĩ.
Không Dã Thượng Nhân là người đầu tiên tín ngưỡng đức A-di-đà và truyền bá công khai việc niệm Phật giữa chợ và vì vậy mang biệt hiệu là Thị Thánh. Sư nhảy múa ở ngoài đường và ca tụng danh hiệu A-di-đà theo nhịp gõ của bình bát trên tay. Lương Nhẫn (zh. 良忍, ja. ryōnin), một Cao tăng thuộc Thiên Thai tông đã nổi danh trong việc tín ngưỡng và tán tụng đức A-di-đà trong những bài hát. Sư chịu ảnh hưởng mạnh của hai tông Thiên Thai và Hoa Nghiêm và trên cơ sở này, Sư phát triển một cách "Dung thông niệm Phật" (zh. 融通念佛): Nếu một người nào đó niệm Phật thì công đức này sẽ đến với tất cả những người khác và ngược lại, ai cũng có phần của mình trong việc tụng niệm danh Phật. Cách diễn giảng giáo lý của sư như trên thuyết phục được nhiều người trong vương triều và sau khi tịch, giáo lý này được các vị đệ tử kế thừa.
Nguyên Tín (zh. 源信, ja. genshin), một Cao tăng trên núi Tỉ Duệ (zh. 比叡) - trung tâm của các trường phái tín ngưỡng A-di-đà - tin chắc rằng, có một con đường đưa tất cả chúng sinh đến giải thoát. Sư trình bày phương pháp tu tập của mình trong Vãng sinh yếu tập (zh. 往生要集), một quyển sách nói về niềm tin nơi đức A-di-đà. Trong sách này, Sư trình bày trong mười phẩm những hình phạt khủng khiếp dưới Địa ngục và ích lợi của cách tu hành niệm Phật. Sư tự tin là mình đã tìm biết được hai tính chất đặc thù của con người là: tâm trạng sợ hãi kinh khiếp địa ngục và lòng khao khát được tái sinh vào cõi Cực lạc. Quyển sách này là một trong những tác phẩm có ảnh hưởng lớn nhất trong truyền thống tín ngưỡng Phật A-di-đà tại Nhật. Sư không những viết sách phổ biến giáo lý của mình mà còn sử dụng hội họa, nghệ thuật tạc tượng để truyền bá tông phong của mình đến những người ít học. Nhưng đến đây, việc tôn thờ A-di-đà Phật vẫn chưa là một trường phái độc lập, mà chỉ là một thành phần tu học của những tông phái tại đây.
Với Pháp Nhiên, Tịnh độ tông chính thức được hình thành. Sư quan niệm rằng, đa số con người không thể đi con đường khó, hoàn toàn tin vào tự lực trong thời mạt pháp và cơ hội duy nhất của họ là tin vào sự hỗ trợ của Phật A-di-đà, tin vào tha lực.

## Tịnh độ tông Việt Nam
Ở miền Nam, có cư sĩ Minh Trí thành lập "Tịnh Độ Cư Sĩ Phật Hội Việt Nam", tổ đình đặt tại Minh Hưng Tự số 101 đường Lý Chiêu Hoàng, quận 6, thành phố Sài gòn, xây cất năm 1934. Hội này chọn phương pháp "Phước Huệ song tu" lấy pháp môn niệm Phật làm căn bản, mỗi chùa thuộc hội đều có một phòng thuốc Nam để hốt thuốc chữa bệnh miễn phí cho đồng bào. Minh Trí được tôn xưng là Giáo chủ Tịnh Độ Cư Sĩ Phật Hội Việt Nam.
Ông Đoàn Trung Còn, một dịch giả Phật Học nổi tiếng trong nhiều thập kỷ qua. Năm 1955, chư Hòa Thượng Chơn Mỹ trụ trì chùa Giác Hải Phú Lâm Chợ Lớn, Hòa Thượng Chơn Minh, trụ trì chùa Giác Chơn, Chợ Lớn cùng ông Lý Trung Hiếu, Đốc công, Sở Công Chánh Sài Gòn đã thành lập Giáo hội Tịnh Độ Tông Việt Nam, trụ sở đặt tại chùa Giác Hải, sau dời về Liên Tông Tự, 145 đường Đề Thám, quận I, thành phố Sàigòn, Vào thập niên 60, ông Đoàn Trung Còn xuất gia, trở thành tu sĩ, pháp danh Hồng Tại, ông giữ chức vụ Trị sự trưởng của Giáo hội nầy, ông viên tịch năm 1988.
Các chùa thuộc hệ phái Non Bồng của Hòa Thượng Thích Thiện Phước, ở tổ đình Linh Sơn Cổ Tự trên núi Dinh, gần Thị Trấn Bà Rịa, cũng thuộc giáo hội Tịnh Độ Tông này, Hòa Thượng Thiện Phước đã viên tịch năm 1986, nay do ni trưởng Huệ Giác quản lý Tăng, Ni của gần 200 ngôi chùa khắp Miền Nam và Nam Trung Phần. Tông môn này thực hành rốt ráo theo pháp môn Niệm Phật. Ngoài những thời công phu, chấp tác, vào 11 giờ đêm đều dành riêng một thời niệm Phật A Di Đà. Riêng Nhất Nguyên Bửu Tự ở Xã Vĩnh Phú (Lái Thiêu), huyện Thuận An, tỉnh Sông Bé, hàng năm đều có tổ chức Khóa Bá Nhật Niệm Phật (100 ngày đêm liên tục niệm Phật). Từ năm 1964 bắt đầu tổ chức khóa Niệm Phật này, khai kinh vào đêm mồng 7 tháng 8 và hoàn kinh vào đêm 16 rạng ngày 17 tháng 11, nhằm ngày vía Đức A Di Đà Phật. Bất cứ ai cũng có thể đến đây niệm Phật 1 thời (2 giờ), một buổi, một ngày, nhiều ngày hay cả khóa, việc ăn ở do chùa cung cấp, phật tử chỉ có chuyên dùng thì giờ niệm Phật mà thôi. Mỗi năm phật tử Biên Hòa, Bình Dương, Tân An, Mỹ Tho, Gò Công, Bến Tre, Vĩnh Long, Long Xuyên... đều về đây tham gia khóa Niệm Phật, người ta thường nói "cửa chùa rộng mở", đặc biệt chùa này không có cánh cửa để đóng hay mở.
Quan Âm tu viện, ở phường Bửu Hòa (gần Cầu Hang, Biên Hòa), thành phố Biên Hòa, tỉnh Đồng Nai, do ni trưởng Huệ Giác làm viện chủ, Phật tử đi hành hương, viếng chùa, nhằm giờ thọ trai, đều được dọn một phần ăn như phần thọ trai của chư Tăng Ni ở chùa, những năm khó khăn về thực phẩm, chùa vẫn giữ được nề nếp nầy, mặc dù Tăng Ni sáng cháo, trưa cơm, chiều cháo.
Tịnh Độ Tông ngày nay có lẽ hệ phái Non Bồng, là một hệ phái lớn nhất có nhiều chùa từ miền Tây, miền Đông và miền Trung Việt Nam.
Một số vị sư theo Tịnh Độ Tông nổi bật là: Thích Giác Khang, Thích Trí Tịnh, Thích Trí Quảng, Sư bà Hải Triều Âm,...